# Javier Vargas Rueda
Javier Vargas Rueda (Guadalajara, Jalisco; 22 de noviembre de 1941) es un exportero de fútbol mexicano.

## Trayectoria
Con la excepciones de la temporadas 1972-1973 y 1973-74, cuando estaba bajo contrato con el Toluca y San Luis, jugó exclusivamente para los clubes de su ciudad natal.
Inició su carrera profesional en 1962 en el Atlas de Guadalajara, para quien trabajó un total de 12 años, y la finalizó en 1979 con el rival local Jalisco, donde pasó los últimos cuatro años.

## Selección nacional
Entre 1966 y 1969, hizo 11 atajadas con la selección de México. Fue el tercer arquero en el equipo de la Copa del Mundo en Inglaterra 1966, pero no tuvo ninguna oportunidad de hacer apariciones detrás de la leyendas Antonio Carbajal e Ignacio Calderón y fue eliminado en la fase de grupos.
En 1967, ganó la medalla de oro de los Juegos Panamericanos. También participó en los Juegos Olímpicos de 1968, donde jugó 6 partidos durante el torneo organizado en su país y terminó en el cuarto lugar.

### Participaciones en Copas del Mundo
| Mundial                        | Sede       | Resultado    |
| ------------------------------ | ---------- | ------------ |
| Copa Mundial de Fútbol de 1966 | Inglaterra | Primera fase |

### Participaciones en Juegos Olímpicos
| Torneo                   | Sede   | Resultado    |
| ------------------------ | ------ | ------------ |
| Juegos Olímpicos de 1968 | México | Cuarto lugar |

## Clubes
| Club             | País   | Año       |
| ---------------- | ------ | --------- |
| Atlas F.C.       | México | 1962-1972 |
| Deportivo Toluca | México | 1972-1973 |
| San Luis F.C.    | México | 1973-1974 |
| Atlas F.C.       | México | 1974-1975 |
| C.S.D. Jalisco   | México | 1975-1979 |

## Palmarés

### Títulos nacionales
| Título           | Equipo | País   | Año     |
| ---------------- | ------ | ------ | ------- |
| Copa México      | Atlas  | México | 1967-68 |
| Segunda División | Atlas  | México | 1971-72 |

### Títulos internacionales
| Título                                | Equipo         | Sede      | Año  |
| ------------------------------------- | -------------- | --------- | ---- |
| Preolímpico de Concacaf               | México amateur | México    | 1964 |
| Campeonato de Naciones de la Concacaf | México         | Guatemala | 1965 |
| Juegos Panamericanos                  | México amateur | Canadá    | 1967 |